# Société française des ingénieurs d'outre-mer
La Société française des ingénieurs d'Outre-Mer (SOFIOM) est une association apolitique et aconfessionnelle d'ingénieurs et cadres. 

## Distinctions
- Grande médaille d'or de la Société d'encouragement au progrès (1964)